# Предраг Рајић (политички аналитичар)
Предраг Рајић (Титов Врбас, 23. септембар 1987) српски је политички аналитичар, политичар, публициста, менаџер и правник.

## Биографија
Основну школу „Иса Бајић“ завршио је у Кули, гимназију друштвено-језичког смера завршио је у Врбасу. Дипломирао је и мастерирао на Правном факултету Универзитета у Новом Саду. Током студија радио је као спортски новинар и дописник београдског листа „Спортски Журнал“ и као репортер телевизије „СОС Канал“. Рајић је основао Службу за односе са јавношћу ФК „Хајдук“ из Куле и био на њеном челу од 2011. до 2013. године.
Након студија, Рајић је био радно ангажован у адвокатској канцеларији „Јовичић“ из Новог Сада на пословима адвокатског приправника, као и у приватној компанији на послу правног консултанта. Тада је писао анализе за потребе „Института за право и финансије“ из Београда.
Током 2015. године, држао је недељна предавања у „Америчком кутку – Нови Сад“ у оквиру дебатног клуба „ПолитикУС“. Председник је Српско-америчког форума „ПолитикУС“. Од фебруара месеца 2017. године, држи редовна предавања у Културном центру Новог Сада. Објављује чланке и анализе за портал Градске.инфо.
Од септембра 2014. године до октобра 2017. године, био је радно ангажован у Секретаријату за пољопривреду, водопривреду и шумарство Покрајинске владе, у Сектору за правне и опште послове. Рајић је именован од стране Секретаријата АПВ као менаџер на два пројекта ИПА прекограничне сарадње Србија – Мађарска. Радио је у Скупштини АП Војводине у звању саветника за међурегионалну сарадњу од 2017. Обављао је функцију в.д. помоћника генералног секретара Службе Скупштине АП Војводине од децембра 2018.
Један је од оснивача НВО Центар за друштвену стабилност. Рајић је портпарол Центра за друштвену стабилност из Новог Сада.
Учествовао је на другом Глобалном форуму младих дипломата у Сочију 2018. године, у организацији Министарства спољних послова Руске Федерације.
Обављао је функцију народног посланика у Народној скупштини Србије испред СНС. Од јануара 2023. године обавља функцију саветника првог потпредседника владе и министра одбране Милоша Вучевића, са фокусом рада на анализу међународних односа и геополитичких процеса. Од јуна 2024. је саветник премијера Милоша Вучевића са посебним задужењем за унутрашњу политику.
Рајић је од маја 2025. први државни секретар у Министарству за државну управу и локалну самоуправу.
Говори енглески, мађарски и руски језик. Пасивно се служи немачким, шпанским, белоруским и украјинским језиком.